# Megiddó (film)
A Megiddó (eredeti cím: Megiddo: The Omega Code 2) 2001-ben bemutatott amerikai apokaliptikus filmthriller, amelyet Brian Trenchard-Smith rendezett. A forgatókönyvet Stephan Blinn, Hollis Barton és John Fasano készítették. A film az 1999-es Az Omega kód folytatása. A produkció főbb szerepeiben Michael York, Michael Biehn és Diane Venora. 2001. szeptember 7-én mutatták be az Egyesült Államokban. A magyar bemutató dátuma nem ismert.

## Cselekmény
Stone Alexandert apja gyermekként katonai akadémiára küldi, amikor rajtakapják, hogy tűzre akarja dobni újszülött testvérét. Stone-t megszállta egy démoni erő, és egy templomban találkozik démoni őrzőjével. Habár a diáktársai bántalmazzák, hamarosan kivívja a tiszteletüket, és a legjobb tanuló lesz. Érettségi után feleségül veszi Francini tábornok lányát. Stone az Európai Unió elnöke lesz, és lassan az őt ellenzők rejtélyes haláláról számolnak be. Stone feloszlatja az ENSZ-et, és létrehozza a Világszövetséget, egy világkormányt. 
Stone nyomást próbál gyakorolni az Egyesült Államok elnökére, Richard Bensonra, és ráveszi, hogy találkozzon vele Rómában. Benson elnököt elkíséri az alelnöke is, David Alexander, Stone kisöccse. Stone természetfeletti módon szívrohamot idéz elő az elnökön, aki életét veszti. Stone csalódására David nem csatlakozik a Világszövetséghez, ezért nyilvánosságra hoznak egy fake videót, amin mintha David megölné az apját. A külügyminiszter ráküldi Davidre az FBI-t, akinek sikerül elmenekülnie. Rádöbben, hogy Stone már Izraelben van, és egy Jeruzsálem elleni támadást szervez.
David csatlakozik az Izraelben tartózkodó amerikai erőkhöz, de Stone nemcsak hogy megmenekül, hanem magává Sátánná válik. Sátán feltámasztja halott katonáit, és apránként legyűri David csapatát. Sátán kihirdeti, hogy ő az Úr, amire hirtelen ragyogó fény jelenik meg az égen. A fény elpusztítja Sátán seregét, őt pedig a mélybe taszítja, és láncra veri.

## Szereplők
| Szerep                       | Színész               | Magyar hangja     |
| ---------------------------- | --------------------- | ----------------- |
| Stone Alexander              | Michael York          | Rosta Sándor      |
| David Alexander              | Michael Biehn         | Kőszegi Ákos      |
| arab vezető                  | Joseph Makkar         | n.a               |
| brit vezető                  | Guy Siner             | n.a               |
| Gabriella Francini           | Diane Venora          | Náray Erika       |
| afrikai vezető               | Michael Chinyamurindi | n.a               |
| Chuck Farrell                | John DeMita           | n.a               |
| Richard Benson elnök         | R. Lee Ermey          | Rajhona Ádám      |
| az őrző                      | Udo Kier              | Mihályi Győző     |
| orosz vezető                 | Oleg Shtefanko        | n.a               |
| Francini tábornok            | Franco Nero           | Tordy Géza        |
| Breckenridge                 | Jim Metzler           | n.a               |
| Stone Alexander 21 évesen    | Noah Huntley          | Selmeczi Roland   |
| kínai férfi                  | Michael Paul Chan     | n.a               |
| Rick Howard ezredes          | Gil Colon             | n.a               |
| Daniel Alexander             | David Hedison         | Kristóf Tibor     |
| Gabriella Francini 18 évesen | Elisa Scialpi         | n.a               |
| David Alexander 16 évesen    | Chad Michael Murray   | Karácsonyi Zoltán |
| Garcia tábornok              | Eduardo Yáñez         | n.a               |
| Tirmaco atya                 | Tony Amendola         | Bácskai János     |
| Dana Kincaid                 | Forbes Riley          | n.a               |

## Fogadtatás

### Kritikai visszhang
A filmet gyengének ítélték a kritikusok. A Rotten Tomatoeson 11%-os minősítést ért el 19 értékelés alapján. Scott Foundas a Varietytől azt írta: „Ez a nagyobb, szebb produkcióval büszkélkedő film egyúttal unalmasabb, mogorvább is.” Kevin Thomas a Los Angeles Timestól azt írta: „A Megiddóval nem a jó a gonosz ellen témája a baj, hanem az, ahogyan ezt a témát kifejtik, és nem meggyőzően.” David Hunter a Hollywood Reportertől azt írta: „Végeredményben túl vicces ahhoz, hogy komolyan vegyük.”
A Metacritic 35 pontot adott a 100-ból 6 vélemény alapján.

### Bevételi adatok
A Box Office Mojo szerint a film veszteséges volt. A 22 millió dolláros bevételre 6 millió dolláros bevételt ért el.